# Rivne (okres Ťačiv)
Rivne, ukrajinsky Рівне, maďarsky Rovne, je osada obce Čumalovo, v Buštynské vesnické komunitě, v okrese Ťačiv, v Zakarpatské oblasti na Ukrajině. V roce 2025 zde žilo 368 obyvatel.